# پارک باستان‌شناسی چامپانر-پاواگاه
پارک باستان‌شناسی چامپانر-پاواگاه در گجرات، هند واقع شده‌است، این مکان شامل کاخ‌ها، قلعه‌ها، ساختمان‌های مذهبی، مناطق مسکونی و سازه‌های کشاورزی و تأسیسات ابی است.پارک باستان‌شناسی چامپانر-پاواگاه در سال ۲۰۰۴ در میراث جهانی یونسکو ثبت گردید.